# Zwartewaterland
Zwartewaterland  è un comune olandese di 21 921 abitanti situato nella provincia di Overijssel.